# Macrosiphum constrictum
Macrosiphum constrictum är en insektsart som beskrevs av Patch 1923. Macrosiphum constrictum ingår i släktet Macrosiphum och familjen långrörsbladlöss. Inga underarter finns listade i Catalogue of Life.